# シャウレイ郡
シャウレイ郡（リトアニア語: Šiaulių apskritis）は、リトアニアにある10の郡のうちの一つ。リトアニアの北部に位置し、北にラトビアと接している。中心都市はシャウレイ。

## 歴史
リトアニアの地方行政の歴史は、18世紀のリトアニア大公国の時代までさかのぼる。
1795年10月、ロシアのエカチェリーナ2世はシャウレイを市として認め、この地域の中心都市とした。ロシア帝国の地方行政区分は第一次世界大戦が終結するまで存続された。
戦争終結後の1918年にリトアニアは独立し、その年の12月17日、リトアニアを地域ごとに20の郡（リトアニア語: apskritys）に分割すると発表された。
シャウレイ郡は、面積が 6042 km2 、人口が210,000人と、リトアニアでもっとも大きい郡であった（1937年時点）。
1940年にリトアニアがソビエト連邦に編入されると、1950年に郡制度が廃止され、より小さな行政区分である地区（ラヨナス、リトアニア語: rajonas）に分割された。
リトアニアが独立を回復すると、1994年に郡制度が再び施行されることとなった。しかし、戦間期の郡制度は現代には適合しなかったため、国全体を10に分ける郡制度が新たに導入された。
2004年、シャウレイ郡章が制定された。
2010年、郡の行政機能は国および各自治体に移行され、郡は行政機能を伴わない名目上の行政区画となった。

## 自治体
シャウレイ郡は、以下の7つの自治体によって構成される。
- アクメネ地区自治体（英語版）
- ヨニシュキス地区自治体（英語版）
- ケルメ地区自治体（英語版）
- パクルオイス地区自治体（英語版）
- ラドヴィリシュキス地区自治体（英語版）
- シャウレイ都市自治体（英語版）
- シャウレイ地区自治体（英語版）